# Ven runt
Ven runt är en kappsegling som löper runt ön Ven i Öresund. Tävlingen startades 1962 av Råå Båtklubb, med utrustning från Helsingborgs Segelsällskap. År 1970 slogs HSS ihop med delar av RBK och blev Råå Helsingborg Segelsällskap (RHSS), som sedan dess arrangerar tävlingen. Start och målgång ligger i vattnet utanför Råå hamn söder om Helsingborg och under tävlingens ungdom var målet helt enkelt att runda Ven. På senare tid har banan däremot justerats efter vindförhållandena. Banans längd är 25 nautiska mil för tävlingsbåtarna, medan målet för övriga fortfarande är att ta sig runt Ven så fort som möjligt. Inför tävlingen år 2008 infördes priset "Snabbast runt Ven", vilket tilldelas den båt som snabbast tar sig runt ön, utan att ta hänsyn till handikapp.
Tävlingen har efter hand utökats till att omfatta flera klasser från Nordisk folkbåt, IF-båt, Express, J/80 och flerskrovsbåtar. Antalet deltagande båtar har under 2000-talet legat på 95 till 130. Åskådare kan följa tävlingen genom ett samarbete med Ventrafiken, vars båt gör en tur runt Ven på lagom avstånd från tävlingsbåtarna. I samband med tävlingen hölls även ett antal kringarrangemang, till exempel uppvisning av Sjöräddningssällskapet och jazzkonserter. På kvällen hålls en "After Sail" med grillbuffé och livemusik.